# حجرة (تعز)
حجرة هي إحدى قرى الجمهورية اليمنية. تتبع جغرافيا لمحافظة تعز وإداريًا لمديرية المواسط. يبلغ تعداد سكانها 1337 نسمة حسب الإحصاء الذي أجري عام 2004.